# Свет над Россией
Свет над Россией — советский художественный историко-революционный фильм, снятый в 1947 году режиссёром Сергеем Юткевичем на киностудии «Мосфильм».
Фильм в прокат не вышел.

## Сюжет
Фильм снят пo мотивам пьесы Николая Погодина «Кремлёвскиe куранты».
Кинолента построена на воспоминаниях участника Октябрьской социалистической революции матроса Александра Рыбакова, охранявшего В. И. Ленина и воевавшего с фашистами в годы Великой Отечественной войны.
Ключевая тема фильма «Свет над Россией» — воплощение в жизнь плана электрификации всей страны (ГОЭЛРО), свершённого в России под руководством большевистской партии В. И. Ленина и И. В. Сталина в 1920—1930-е годы.
В фильме также отражена история посещения Москвы Гербертом Уэллсом и его встречи с «кремлёвским мечтателем» В. И. Лениным, пригласившим писателя приехать в Россию через 10 лет, чтобы увидеть своими глазами выполнение плана ГОЭЛРО. Уэллс, написавший очерк «Россия во мгле», приехал в СССР в 1934 году и был поражён тем, что план был не просто выполнен, но и перевыполнен по ряду показателей.

## В ролях
- Николай Колесников — Ленин
- Михаил Геловани — Сталин
- Василий Марков — Дзержинский
- Борис Оленин-Гиршман — Глеб Максимилианович Кржижановский
- Николай Охлопков — инженер Антон Иванович Забелин
- Кира Головко — Маша Забелина (в титрах — К. Иванова)
- Николай Крючков — Александр Рыбаков, матрос
- Вениамин Зускин — часовщик
- Сергей Ценин — Герберт Уэллс
- Борис Ливанов — Маяковский
- Василий Ванин — солдат
- Борис Толмазов — красноармеец Ласточкин
- Владимир Марьев — красноармеец
- Сергей Филиппов — спекулянт
- Елена Елина — Лидия Михайловна, жена Забелина
- Мария Яроцкая — Даша, прислуга у Забелиных
- Лидия Сухаревская — Елена Вячеславовна, испуганная дама
- Елена Тяпкина — дама с вязанием
- Ростислав Плятт — Оптимист